# Bolbogonium bicornutum
Bolbogonium bicornutum es una especie de coleóptero de la familia Geotrupidae.

## Distribución geográfica
Habita en Calcutta (India).